# FR – Earl of Merioneth
Die Earl of Merioneth ist eine Dampflokomotive der Bauart Fairlie, die 1979 für die schmalspurige Ffestiniog Railway in Betrieb genommen wurde. Sie war die erste Dampflokomotive, die für eine Museumsbahn vollständig neu gebaut wurde.

## Geschichte

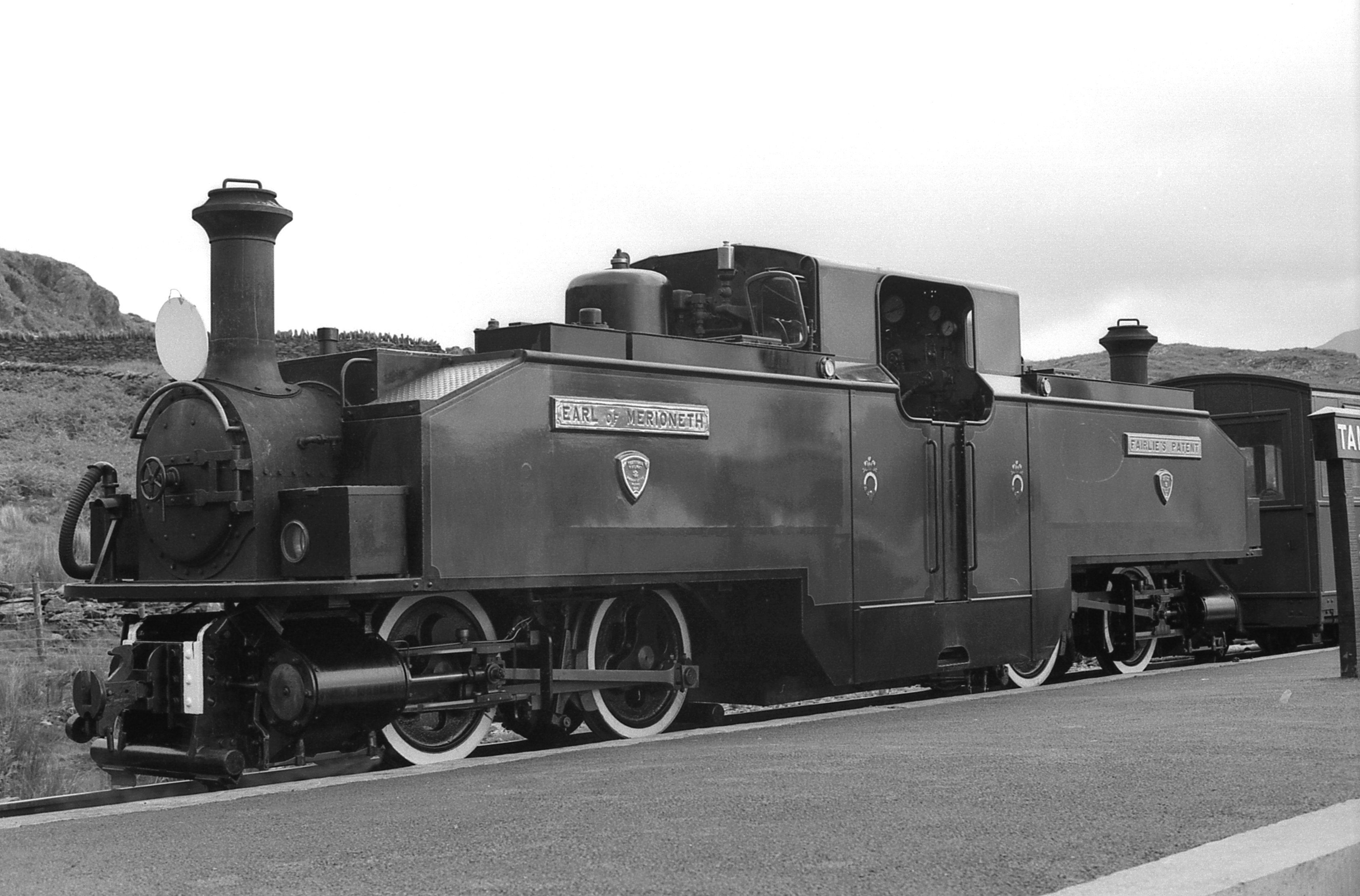
Die Earl of Merioneth im Originalzustand (1981)

1971 wurde mit der Lokomotive Livingston Thompson die letzte weitestgehend im Originalzustand des 19. Jahrhunderts erhaltene Double-Fairlie der Ffestiniog Railway wegen starken Verschleißes zahlreicher Großkomponenten abgestellt. Pläne, die Lokomotive unter Verwendung der wenigen noch brauchbaren Teile zu erneuern, wurden fallen gelassen. Stattdessen wurde aufgrund einer Petition von festangestelltem Personal und ehrenamtlichen Mitarbeitern eine museale Erhaltung und der Bau einer komplett neuen Lokomotive beschlossen. Die Livingston Thompson befindet sich heute im National Railway Museum in York.
Mit dem Bau der neuen Double-Fairlie, die den Namen Earl of Merioneth (den auch der Vorgänger für einige Jahre getragen hatte) und die Betriebsnummer 11 erhalten sollte, wurde 1972 in der eigenen Werkstätte der Ffestiniog Railway, den Boston Lodge Works begonnen. Die Namensgebung erfolgte in Anlehnung an den Adelstitel Earl of Merioneth, einen nachgeordneten Titel des Herzogs von Edinburgh. Die neue Lokomotive war 1979 fertiggestellt. Sie war die dritte in Boston Lodge gebaute Double-Fairlie der Ffestiniog Railway und die erste durch einen Museumsbahnbetrieb vollständig neu gebaute Dampflokomotive. 1982 führte sie den ersten Zug über die wieder aufgebaute Strecke der Ffestiniog Railway nach Bleanau Ffestiniog.
Ursprünglich war die Earl of Merioneth ölgefeuert, da mit der Kohlenfeuerung eine erhöhte Waldbrandgefahr einhergegangen wäre. Die Brennstoff- und Wasserbehälter, die deutlich geräumiger als bei den historischen Maschinen ausgeführt wurden, verliehen der Lokomotive ein wuchtiges, kantiges Äußeres, das ihr bei Personal und Eisenbahnfreunden den Spitznamen „the Square“ (sinngemäß „die kantige“, „der Kasten“ etc.) einbrachte. Im Zuge von Werkstattaufenthalten wurde versucht, durch Maßnahmen wie das Anbringen von Zierlinien und der Montage von Messingkappen für die Dampfdome, der Lok ein gefälligeres Aussehen zu verleihen. 2006 wurde aufgrund des gestiegenen Ölpreises ein Umbau auf Kohlenfeuerung mit verbesserten Funkensieben durchgeführt.
Mit dem bevorstehenden Ablauf der Kesselfrist im Jahr 2018 wurde 2016 im Vorstand der Ffestiniog Railway über das weitere Schicksal der Lokomotive beraten. Wie bei ihrem Vorgänger war aufgrund des Verschleißes mehrerer Großkomponenten eine grundlegende Erneuerung notwendig geworden, die größtenteils einem Neubau gleich gekommen wäre. Auch in ihrem Fall wurde aufgrund der historischen Bedeutung der Lokomotive ein Erhalt als Museumsstück und der Bau einer komplett neuen Lokomotive beschlossen. Dieser 2023 in Betrieb genommene Nachfolger trägt den Namen James Spooner und hat in seinem Aussehen mehr Ähnlichkeit mit den historischen Lokomotiven.
Am 8. April 2018 führte Earl of Merioneth ihren letzten Zug von Porthmadog nach Bleanau Ffestiniog und zurück als Benefizfahrt für die Welsh Air Ambulance. Danach wurde die Lokomotive auf ihren originalen Drehgestellen von 1979 in Boston Lodge hinterstellt.

## Technik
Die Earl of Merioneth besitzt einen Doppelkessel und zwei zweiachsige Drehgestelle, bei denen alle Achsen angetrieben sind. Ursprünglich war sie mit aufgearbeiteten alten Drehgestellen ausgestattet gewesen, die zuvor unter wechselnden Lokomotiven Verwendung gefunden hatten. Sie wurden zu einem späteren Zeitpunkt durch neu gebaute Exemplare ersetzt. Die Lokomotive besitzt zwei Feuerbüchsen, zwei Rauchkammern und zwei Regler. Für eine Dampflokomotive eher unkonventionelle Bauteile sind der elektronische Tachometer sowie die elektrischen Stirnlampen.
Die Earl of Merioneth ist dafür ausgelegt, einen Zug mit 12 Wagen und 500 Passagieren bis zu einer Steigung von 1,25 % und bei Kurvenradien von bis zu 45 Metern transportieren zu können.

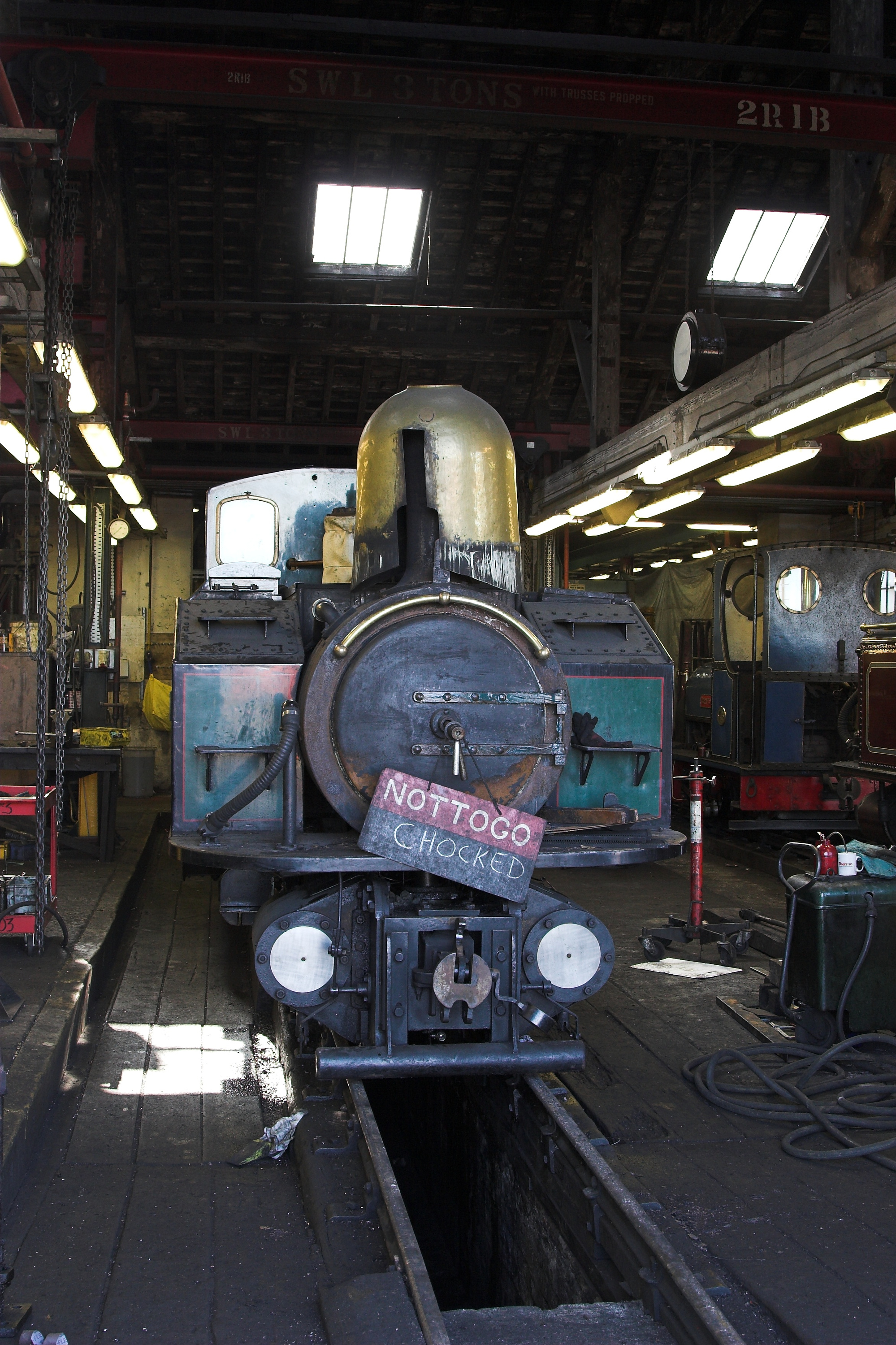
Die Earl of Merioneth während eines Werkstattaufenthaltes (2009)
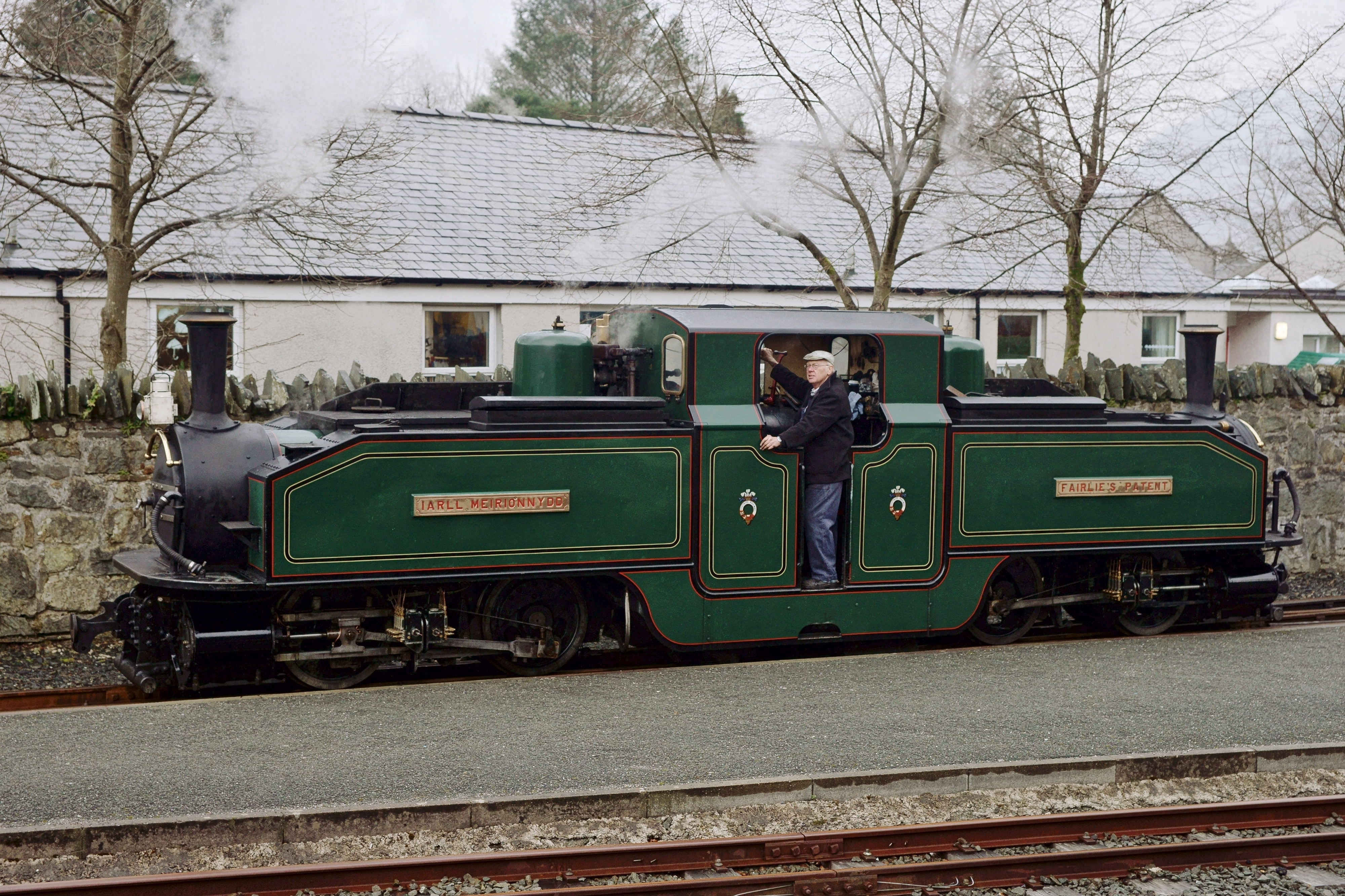
Seitenansicht mit Zierlinien in Blaenau Ffestiniog (2013)
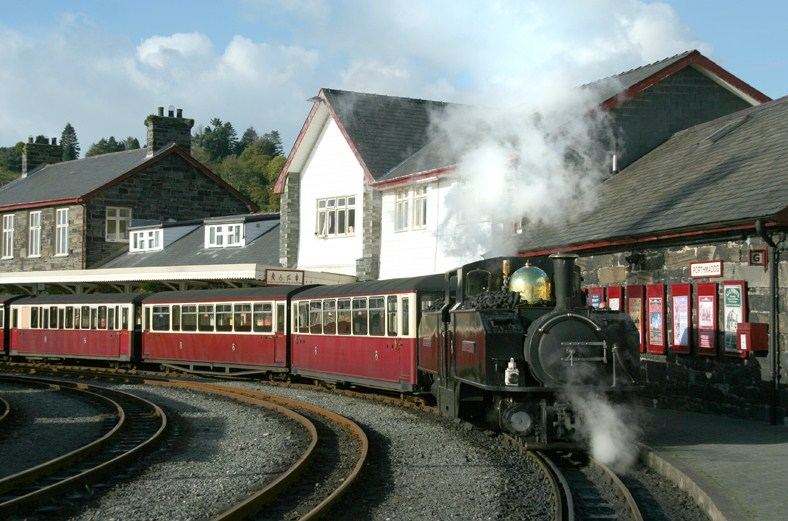
Earl of Merioneth mit einem Personenzug in Porthmadog (2007)
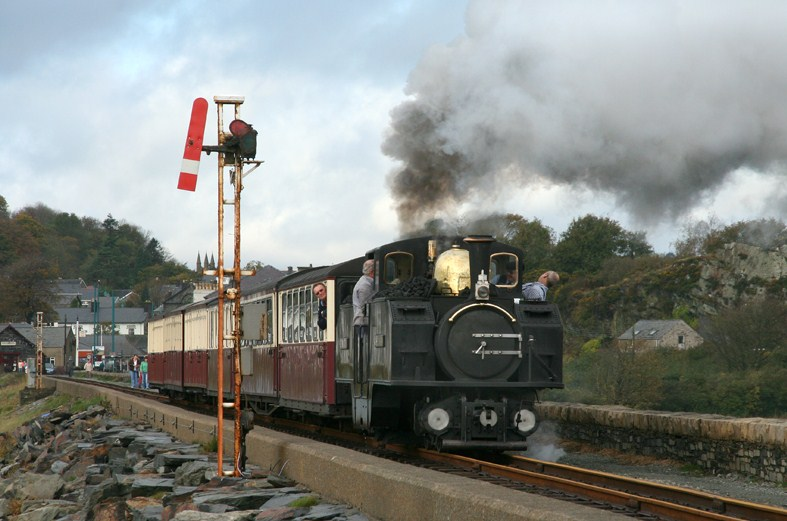
Zug auf freier Strecke